# Vuelta a la Comunidad Valenciana 2024
La 75.º edición de la competición ciclista Vuelta a la Comunidad Valenciana fue una carrera de ciclismo en ruta por etapas que se celebró entre el 31 de enero y el 4 de febrero de 2024 en España, con inicio en el municipio de la Comunidad Valenciana de Benicasim y final en la ciudad de Valencia sobre un recorrido de 758 kilómetros.
La carrera formó parte del UCI ProSeries 2024, calendario ciclístico mundial de segunda división, dentro de la categoría UCI 2.Pro. El vencedor fue el estadounidense Brandon McNulty del UAE Emirates, quien estuvo acompañado en el podio por el colombiano Santiago Buitrago del Bahrain Victorious y el ruso Aleksandr Vlasov del Bora-Hansgrohe.

## Equipos participantes
Tomaron parte en la carrera 18 equipos: 7 de categoría UCI WorldTeam, 9 de categoría UCI ProTeam y 2 de categoría Continental. Los equipos participantes fueron:
| WorldTeams (7)- Bahrain Victorious - Bora-Hansgrohe - Intermarché-Wanty - Lidl-Trek - Movistar Team - Team Jayco AlUla - UAE Team Emirates ProTeams (9)- Bingoal WB - Burgos-BH - Caja Rural-Seguros RGA - Equipo Kern Pharma - Euskaltel-Euskadi - Q36.5 Pro Cycling Team - Team Novo Nordisk - Polti Kometa - VF Group-Bardiani CSF-Faizané Equipos continentales (2)- Illes Balears Arabay Cycling - Project Echelon Racing |
| |

## Recorrido
La Vuelta a la Comunidad Valenciana dispuso de cinco etapas para un recorrido total de 758 kilómetros.
| Etapa     | Fecha     | Recorrido                          | type                   | Distancia (km) | Desnivel (m) | Ganador            | Líder              |
| --------- | --------- | ---------------------------------- | ---------------------- | -------------- | ------------ | ------------------ | ------------------ |
| 1.ª etapa | 31 de ene | Benicasim – Castellón de la Plana  | etapa escarpada        | 167            | 2374 m       | Alessandro Tonelli | Alessandro Tonelli |
| 2.ª etapa | 1 de feb  | Canals – Valldigna                 | etapa escarpada        | 162,7          | 1827 m       | Matej Mohorič      | Alessandro Tonelli |
| 3.ª etapa | 2 de feb  | San Vicente del Raspeig – Orihuela | etapa escarpada        | 161,3          | 1393 m       | Jonathan Milan     | Alessandro Tonelli |
| 4.ª etapa | 3 de feb  | Teulada – Vall de Ebo              | etapa de media montaña | 160            | 3328 m       | Brandon McNulty    | Brandon McNulty    |
| 5.ª etapa | 4 de feb  | Bétera – Valencia                  | etapa escarpada        | 93             | 1161 m       | William Barta      | Brandon McNulty    |

## Desarrollo de la carrera

### 1.ª etapa
| Benicasim - Castellón de la Plana | etapa escarpada | (167 km) |

| \| Clasificación de la etapa \| Clasificación de la etapa \| Clasificación de la etapa \| Clasificación de la etapa \| Clasificación de la etapa \| \| Ciclista \| Ciclista \| Equipo \| Tiempo \| \| \| ------------------------- \| ------------------------- \| ----------------------------- \| ------------------------- \| ------------------------- \| \| 1.º \| Alessandro Tonelli \| VF Group-Bardiani CSF-Faizanè \| 4 h 04 min 34 s \| \| \| 2.º \| Manuele Tarozzi \| VF Group-Bardiani CSF-Faizanè \| + 0 s \| \| \| 3.º \| Oier Lazkano \| Movistar Team \| + 1 min 09 s \| \| \| 4.º \| Alex Molenaar \| Illes Balears Arabay Cycling \| + 1 min 12 s \| \| \| 5.º \| Jonathan Milan \| Lidl-Trek \| + 1 min 19 s \| \| \| 6.º \| Michael Matthews \| Team Jayco AlUla \| + 1 min 19 s \| \| \| 7.º \| Matej Mohorič \| Bahrain Victorious \| + 1 min 19 s \| \| \| 8.º \| Filippo Fiorelli \| VF Group-Bardiani CSF-Faizanè \| + 1 min 19 s \| \| \| 9.º \| Pelayo Sánchez \| Movistar Team \| + 1 min 19 s \| \| \| 10.º \| Giovanni Aleotti \| Bora-Hansgrohe \| + 1 min 19 s \| \| |                    |                               |                 |
| |                    |                               |                 |
| Fuente: ProCyclingStats |                    |                               |                 |
| Clasificación de la etapa |                    |                               |                 |
| Ciclista | Ciclista           | Equipo                        | Tiempo          |
| 1.º | Alessandro Tonelli | VF Group-Bardiani CSF-Faizanè | 4 h 04 min 34 s |
| 2.º | Manuele Tarozzi    | VF Group-Bardiani CSF-Faizanè | + 0 s           |
| 3.º | Oier Lazkano       | Movistar Team                 | + 1 min 09 s    |
| 4.º | Alex Molenaar      | Illes Balears Arabay Cycling  | + 1 min 12 s    |
| 5.º | Jonathan Milan     | Lidl-Trek                     | + 1 min 19 s    |
| 6.º | Michael Matthews   | Team Jayco AlUla              | + 1 min 19 s    |
| 7.º | Matej Mohorič      | Bahrain Victorious            | + 1 min 19 s    |
| 8.º | Filippo Fiorelli   | VF Group-Bardiani CSF-Faizanè | + 1 min 19 s    |
| 9.º | Pelayo Sánchez     | Movistar Team                 | + 1 min 19 s    |
| 10.º | Giovanni Aleotti   | Bora-Hansgrohe                | + 1 min 19 s    |

| \| Clasificación general \| Clasificación general \| Clasificación general \| Clasificación general \| Clasificación general \| \| Ciclista \| Ciclista \| Equipo \| Tiempo \| \| \| --------------------- \| --------------------- \| ----------------------------- \| --------------------- \| --------------------- \| \| 1.º \| Alessandro Tonelli \| VF Group-Bardiani CSF-Faizanè \| 4 h 04 min 22 s \| \| \| 2.º \| Manuele Tarozzi \| VF Group-Bardiani CSF-Faizanè \| + 3 s \| \| \| 3.º \| Oier Lazkano \| Movistar Team \| + 1 min 17 s \| \| \| 4.º \| Alex Molenaar \| Illes Balears Arabay Cycling \| + 1 min 20 s \| \| \| 5.º \| Francisco Muñoz \| Team Polti Kometa \| + 1 min 29 s \| \| \| 6.º \| Jonathan Milan \| Lidl-Trek \| + 1 min 31 s \| \| \| 7.º \| Michael Matthews \| Team Jayco AlUla \| + 1 min 31 s \| \| \| 8.º \| Matej Mohorič \| Bahrain Victorious \| + 1 min 31 s \| \| \| 9.º \| Filippo Fiorelli \| VF Group-Bardiani CSF-Faizanè \| + 1 min 31 s \| \| \| 10.º \| Pelayo Sánchez \| Movistar Team \| + 1 min 31 s \| \| |                    |                               |                 |
| |                    |                               |                 |
| Fuente: ProCyclingStats |                    |                               |                 |
| Clasificación general |                    |                               |                 |
| Ciclista | Ciclista           | Equipo                        | Tiempo          |
| 1.º | Alessandro Tonelli | VF Group-Bardiani CSF-Faizanè | 4 h 04 min 22 s |
| 2.º | Manuele Tarozzi    | VF Group-Bardiani CSF-Faizanè | + 3 s           |
| 3.º | Oier Lazkano       | Movistar Team                 | + 1 min 17 s    |
| 4.º | Alex Molenaar      | Illes Balears Arabay Cycling  | + 1 min 20 s    |
| 5.º | Francisco Muñoz    | Team Polti Kometa             | + 1 min 29 s    |
| 6.º | Jonathan Milan     | Lidl-Trek                     | + 1 min 31 s    |
| 7.º | Michael Matthews   | Team Jayco AlUla              | + 1 min 31 s    |
| 8.º | Matej Mohorič      | Bahrain Victorious            | + 1 min 31 s    |
| 9.º | Filippo Fiorelli   | VF Group-Bardiani CSF-Faizanè | + 1 min 31 s    |
| 10.º | Pelayo Sánchez     | Movistar Team                 | + 1 min 31 s    |

### 2.ª etapa
| Canals - Valldigna | etapa escarpada | (162,7 km) |

| \| Clasificación de la etapa \| Clasificación de la etapa \| Clasificación de la etapa \| Clasificación de la etapa \| Clasificación de la etapa \| \| Ciclista \| Ciclista \| Equipo \| Tiempo \| \| \| ------------------------- \| ------------------------- \| ----------------------------- \| ------------------------- \| ------------------------- \| \| 1.º \| Matej Mohorič \| Bahrain Victorious \| 3 h 47 min 47 s \| \| \| 2.º \| Giovanni Lonardi \| Team Polti Kometa \| + 13 s \| \| \| 3.º \| Simone Consonni \| Lidl-Trek \| + 13 s \| \| \| 4.º \| Filippo Fiorelli \| VF Group-Bardiani CSF-Faizanè \| + 13 s \| \| \| 5.º \| Davide De Pretto \| Team Jayco AlUla \| + 13 s \| \| \| 6.º \| Michael Matthews \| Team Jayco AlUla \| + 13 s \| \| \| 7.º \| Marco Tizza \| Bingoal WB \| + 13 s \| \| \| 8.º \| Tyler Stites \| Project Echelon Racing \| + 13 s \| \| \| 9.º \| Rainer Kepplinger \| Bahrain Victorious \| + 13 s \| \| \| 10.º \| Orluis Aular \| Caja Rural-Seguros RGA \| + 13 s \| \| |                   |                               |                 |
| |                   |                               |                 |
| Fuente: ProCyclingStats |                   |                               |                 |
| Clasificación de la etapa |                   |                               |                 |
| Ciclista | Ciclista          | Equipo                        | Tiempo          |
| 1.º | Matej Mohorič     | Bahrain Victorious            | 3 h 47 min 47 s |
| 2.º | Giovanni Lonardi  | Team Polti Kometa             | + 13 s          |
| 3.º | Simone Consonni   | Lidl-Trek                     | + 13 s          |
| 4.º | Filippo Fiorelli  | VF Group-Bardiani CSF-Faizanè | + 13 s          |
| 5.º | Davide De Pretto  | Team Jayco AlUla              | + 13 s          |
| 6.º | Michael Matthews  | Team Jayco AlUla              | + 13 s          |
| 7.º | Marco Tizza       | Bingoal WB                    | + 13 s          |
| 8.º | Tyler Stites      | Project Echelon Racing        | + 13 s          |
| 9.º | Rainer Kepplinger | Bahrain Victorious            | + 13 s          |
| 10.º | Orluis Aular      | Caja Rural-Seguros RGA        | + 13 s          |

| \| Clasificación general \| Clasificación general \| Clasificación general \| Clasificación general \| Clasificación general \| \| Ciclista \| Ciclista \| Equipo \| Tiempo \| \| \| --------------------- \| --------------------- \| ----------------------------- \| --------------------- \| --------------------- \| \| 1.º \| Alessandro Tonelli \| VF Group-Bardiani CSF-Faizanè \| 7 h 52 min 22 s \| \| \| 2.º \| Matej Mohorič \| Bahrain Victorious \| + 1 min 08 s \| \| \| 3.º \| Felix Großschartner \| UAE Team Emirates \| + 1 min 18 s \| \| \| 4.º \| Santiago Buitrago \| Bahrain Victorious \| + 1 min 19 s \| \| \| 5.º \| Aleksandr Vlásov \| Bora-Hansgrohe \| + 1 min 30 s \| \| \| 6.º \| Filippo Fiorelli \| VF Group-Bardiani CSF-Faizanè \| + 1 min 31 s \| \| \| 7.º \| Michael Matthews \| Team Jayco AlUla \| + 1 min 31 s \| \| \| 8.º \| Paul Double \| Team Polti Kometa \| + 1 min 31 s \| \| \| 9.º \| Giovanni Aleotti \| Bora-Hansgrohe \| + 1 min 31 s \| \| \| 10.º \| Rainer Kepplinger \| Bahrain Victorious \| + 1 min 31 s \| \| |                     |                               |                 |
| |                     |                               |                 |
| Fuente: ProCyclingStats |                     |                               |                 |
| Clasificación general |                     |                               |                 |
| Ciclista | Ciclista            | Equipo                        | Tiempo          |
| 1.º | Alessandro Tonelli  | VF Group-Bardiani CSF-Faizanè | 7 h 52 min 22 s |
| 2.º | Matej Mohorič       | Bahrain Victorious            | + 1 min 08 s    |
| 3.º | Felix Großschartner | UAE Team Emirates             | + 1 min 18 s    |
| 4.º | Santiago Buitrago   | Bahrain Victorious            | + 1 min 19 s    |
| 5.º | Aleksandr Vlásov    | Bora-Hansgrohe                | + 1 min 30 s    |
| 6.º | Filippo Fiorelli    | VF Group-Bardiani CSF-Faizanè | + 1 min 31 s    |
| 7.º | Michael Matthews    | Team Jayco AlUla              | + 1 min 31 s    |
| 8.º | Paul Double         | Team Polti Kometa             | + 1 min 31 s    |
| 9.º | Giovanni Aleotti    | Bora-Hansgrohe                | + 1 min 31 s    |
| 10.º | Rainer Kepplinger   | Bahrain Victorious            | + 1 min 31 s    |

### 3.ª etapa
| San Vicente del Raspeig - Orihuela | etapa escarpada | (161,3 km) |

| \| Clasificación de la etapa \| Clasificación de la etapa \| Clasificación de la etapa \| Clasificación de la etapa \| Clasificación de la etapa \| \| Ciclista \| Ciclista \| Equipo \| Tiempo \| \| \| ------------------------- \| ------------------------- \| ----------------------------- \| ------------------------- \| ------------------------- \| \| 1.º \| Jonathan Milan \| Lidl-Trek \| 3 h 42 min 04 s \| \| \| 2.º \| Arne Marit \| Intermarché-Wanty \| + 0 s \| \| \| 3.º \| Giovanni Lonardi \| Team Polti Kometa \| + 0 s \| \| \| 4.º \| Filippo Fiorelli \| VF Group-Bardiani CSF-Faizanè \| + 0 s \| \| \| 5.º \| Simone Consonni \| Lidl-Trek \| + 0 s \| \| \| 6.º \| Alexander Salby \| Bingoal WB \| + 0 s \| \| \| 7.º \| Matyáš Kopecký \| Team Novo Nordisk \| + 0 s \| \| \| 8.º \| Thomas Silva \| Caja Rural-Seguros RGA \| + 0 s \| \| \| 9.º \| Orluis Aular \| Caja Rural-Seguros RGA \| + 0 s \| \| \| 10.º \| Tyler Stites \| Project Echelon Racing \| + 0 s \| \| |                  |                               |                 |
| |                  |                               |                 |
| Fuente: ProCyclingStats |                  |                               |                 |
| Clasificación de la etapa |                  |                               |                 |
| Ciclista | Ciclista         | Equipo                        | Tiempo          |
| 1.º | Jonathan Milan   | Lidl-Trek                     | 3 h 42 min 04 s |
| 2.º | Arne Marit       | Intermarché-Wanty             | + 0 s           |
| 3.º | Giovanni Lonardi | Team Polti Kometa             | + 0 s           |
| 4.º | Filippo Fiorelli | VF Group-Bardiani CSF-Faizanè | + 0 s           |
| 5.º | Simone Consonni  | Lidl-Trek                     | + 0 s           |
| 6.º | Alexander Salby  | Bingoal WB                    | + 0 s           |
| 7.º | Matyáš Kopecký   | Team Novo Nordisk             | + 0 s           |
| 8.º | Thomas Silva     | Caja Rural-Seguros RGA        | + 0 s           |
| 9.º | Orluis Aular     | Caja Rural-Seguros RGA        | + 0 s           |
| 10.º | Tyler Stites     | Project Echelon Racing        | + 0 s           |

| \| Clasificación general \| Clasificación general \| Clasificación general \| Clasificación general \| Clasificación general \| \| Ciclista \| Ciclista \| Equipo \| Tiempo \| \| \| --------------------- \| --------------------- \| ----------------------------- \| --------------------- \| --------------------- \| \| 1.º \| Alessandro Tonelli \| VF Group-Bardiani CSF-Faizanè \| 11 h 34 min 26 s \| \| \| 2.º \| Matej Mohorič \| Bahrain Victorious \| + 1 min 08 s \| \| \| 3.º \| Felix Großschartner \| UAE Team Emirates \| + 1 min 28 s \| \| \| 4.º \| Santiago Buitrago \| Bahrain Victorious \| + 1 min 29 s \| \| \| 5.º \| Aleksandr Vlásov \| Bora-Hansgrohe \| + 1 min 30 s \| \| \| 6.º \| Filippo Fiorelli \| VF Group-Bardiani CSF-Faizanè \| + 1 min 31 s \| \| \| 7.º \| Paul Double \| Team Polti Kometa \| + 1 min 31 s \| \| \| 8.º \| Giovanni Aleotti \| Bora-Hansgrohe \| + 1 min 31 s \| \| \| 9.º \| Joan Bou \| Euskaltel-Euskadi \| + 1 min 31 s \| \| \| 10.º \| Einer Rubio \| Movistar Team \| + 1 min 31 s \| \| |                     |                               |                  |
| |                     |                               |                  |
| Fuente: ProCyclingStats |                     |                               |                  |
| Clasificación general |                     |                               |                  |
| Ciclista | Ciclista            | Equipo                        | Tiempo           |
| 1.º | Alessandro Tonelli  | VF Group-Bardiani CSF-Faizanè | 11 h 34 min 26 s |
| 2.º | Matej Mohorič       | Bahrain Victorious            | + 1 min 08 s     |
| 3.º | Felix Großschartner | UAE Team Emirates             | + 1 min 28 s     |
| 4.º | Santiago Buitrago   | Bahrain Victorious            | + 1 min 29 s     |
| 5.º | Aleksandr Vlásov    | Bora-Hansgrohe                | + 1 min 30 s     |
| 6.º | Filippo Fiorelli    | VF Group-Bardiani CSF-Faizanè | + 1 min 31 s     |
| 7.º | Paul Double         | Team Polti Kometa             | + 1 min 31 s     |
| 8.º | Giovanni Aleotti    | Bora-Hansgrohe                | + 1 min 31 s     |
| 9.º | Joan Bou            | Euskaltel-Euskadi             | + 1 min 31 s     |
| 10.º | Einer Rubio         | Movistar Team                 | + 1 min 31 s     |

### 4.ª etapa
| Teulada - Vall de Ebo | etapa de media montaña | (160 km) |

| \| Clasificación de la etapa \| Clasificación de la etapa \| Clasificación de la etapa \| Clasificación de la etapa \| Clasificación de la etapa \| \| Ciclista \| Ciclista \| Equipo \| Tiempo \| \| \| ------------------------- \| ------------------------- \| ------------------------- \| ------------------------- \| ------------------------- \| \| 1.º \| Brandon McNulty \| UAE Team Emirates \| 4 h 08 min 21 s \| \| \| 2.º \| Santiago Buitrago \| Bahrain Victorious \| + 12 s \| \| \| 3.º \| Aleksandr Vlásov \| Bora-Hansgrohe \| + 12 s \| \| \| 4.º \| Pello Bilbao \| Bahrain Victorious \| + 24 s \| \| \| 5.º \| Jai Hindley \| Bora-Hansgrohe \| + 24 s \| \| \| 6.º \| Felix Großschartner \| UAE Team Emirates \| + 29 s \| \| \| 7.º \| Rainer Kepplinger \| Bahrain Victorious \| + 44 s \| \| \| 8.º \| Javier Romo \| Movistar Team \| + 47 s \| \| \| 9.º \| Welay Berhe \| Team Jayco AlUla \| + 48 s \| \| \| 10.º \| Patrick Konrad \| Lidl-Trek \| + 1 min 01 s \| \| |                     |                    |                 |
| |                     |                    |                 |
| Fuente: ProCyclingStats |                     |                    |                 |
| Clasificación de la etapa |                     |                    |                 |
| Ciclista | Ciclista            | Equipo             | Tiempo          |
| 1.º | Brandon McNulty     | UAE Team Emirates  | 4 h 08 min 21 s |
| 2.º | Santiago Buitrago   | Bahrain Victorious | + 12 s          |
| 3.º | Aleksandr Vlásov    | Bora-Hansgrohe     | + 12 s          |
| 4.º | Pello Bilbao        | Bahrain Victorious | + 24 s          |
| 5.º | Jai Hindley         | Bora-Hansgrohe     | + 24 s          |
| 6.º | Felix Großschartner | UAE Team Emirates  | + 29 s          |
| 7.º | Rainer Kepplinger   | Bahrain Victorious | + 44 s          |
| 8.º | Javier Romo         | Movistar Team      | + 47 s          |
| 9.º | Welay Berhe         | Team Jayco AlUla   | + 48 s          |
| 10.º | Patrick Konrad      | Lidl-Trek          | + 1 min 01 s    |

| \| Clasificación general \| Clasificación general \| Clasificación general \| Clasificación general \| Clasificación general \| \| Ciclista \| Ciclista \| Equipo \| Tiempo \| \| \| --------------------- \| --------------------- \| ----------------------------- \| --------------------- \| --------------------- \| \| 1.º \| Brandon McNulty \| UAE Team Emirates \| 15 h 44 min 08 s \| \| \| 2.º \| Santiago Buitrago \| Bahrain Victorious \| + 14 s \| \| \| 3.º \| Aleksandr Vlásov \| Bora-Hansgrohe \| + 17 s \| \| \| 4.º \| Alessandro Tonelli \| VF Group-Bardiani CSF-Faizanè \| + 20 s \| \| \| 5.º \| Jai Hindley \| Bora-Hansgrohe \| + 34 s \| \| \| 6.º \| Pello Bilbao \| Bahrain Victorious \| + 34 s \| \| \| 7.º \| Felix Großschartner \| UAE Team Emirates \| + 36 s \| \| \| 8.º \| Rainer Kepplinger \| Bahrain Victorious \| + 54 s \| \| \| 9.º \| Javier Romo \| Movistar Team \| + 58 s \| \| \| 10.º \| Paul Double \| Team Polti Kometa \| + 1 min 11 s \| \| |                     |                               |                  |
| |                     |                               |                  |
| Fuente: ProCyclingStats |                     |                               |                  |
| Clasificación general |                     |                               |                  |
| Ciclista | Ciclista            | Equipo                        | Tiempo           |
| 1.º | Brandon McNulty     | UAE Team Emirates             | 15 h 44 min 08 s |
| 2.º | Santiago Buitrago   | Bahrain Victorious            | + 14 s           |
| 3.º | Aleksandr Vlásov    | Bora-Hansgrohe                | + 17 s           |
| 4.º | Alessandro Tonelli  | VF Group-Bardiani CSF-Faizanè | + 20 s           |
| 5.º | Jai Hindley         | Bora-Hansgrohe                | + 34 s           |
| 6.º | Pello Bilbao        | Bahrain Victorious            | + 34 s           |
| 7.º | Felix Großschartner | UAE Team Emirates             | + 36 s           |
| 8.º | Rainer Kepplinger   | Bahrain Victorious            | + 54 s           |
| 9.º | Javier Romo         | Movistar Team                 | + 58 s           |
| 10.º | Paul Double         | Team Polti Kometa             | + 1 min 11 s     |

### 5.ª etapa
| Bétera - Valencia | etapa escarpada | (93 km) |

| \| Clasificación de la etapa \| Clasificación de la etapa \| Clasificación de la etapa \| Clasificación de la etapa \| Clasificación de la etapa \| \| Ciclista \| Ciclista \| Equipo \| Tiempo \| \| \| ------------------------- \| ------------------------- \| ------------------------- \| ------------------------- \| ------------------------- \| \| 1.º \| William Barta \| Movistar Team \| 2 h 08 min 19 s \| \| \| 2.º \| Jonathan Milan \| Lidl-Trek \| + 7 s \| \| \| 3.º \| Vito Braet \| Intermarché-Wanty \| + 7 s \| \| \| 4.º \| Orluis Aular \| Caja Rural-Seguros RGA \| + 7 s \| \| \| 5.º \| Matej Mohorič \| Bahrain Victorious \| + 7 s \| \| \| 6.º \| Davide De Pretto \| Team Jayco AlUla \| + 7 s \| \| \| 7.º \| Tyler Stites \| Project Echelon Racing \| + 7 s \| \| \| 8.º \| Johan Meens \| Bingoal WB \| + 7 s \| \| \| 9.º \| Jan Christen \| UAE Team Emirates \| + 7 s \| \| \| 10.º \| Aleksandr Vlásov \| Bora-Hansgrohe \| + 7 s \| \| |                  |                        |                 |
| |                  |                        |                 |
| Fuente: ProCyclingStats |                  |                        |                 |
| Clasificación de la etapa |                  |                        |                 |
| Ciclista | Ciclista         | Equipo                 | Tiempo          |
| 1.º | William Barta    | Movistar Team          | 2 h 08 min 19 s |
| 2.º | Jonathan Milan   | Lidl-Trek              | + 7 s           |
| 3.º | Vito Braet       | Intermarché-Wanty      | + 7 s           |
| 4.º | Orluis Aular     | Caja Rural-Seguros RGA | + 7 s           |
| 5.º | Matej Mohorič    | Bahrain Victorious     | + 7 s           |
| 6.º | Davide De Pretto | Team Jayco AlUla       | + 7 s           |
| 7.º | Tyler Stites     | Project Echelon Racing | + 7 s           |
| 8.º | Johan Meens      | Bingoal WB             | + 7 s           |
| 9.º | Jan Christen     | UAE Team Emirates      | + 7 s           |
| 10.º | Aleksandr Vlásov | Bora-Hansgrohe         | + 7 s           |

## Clasificaciones finales
Las clasificaciones finalizaron de la siguiente forma: Aun por realizarse.

### Clasificación general
| \| Clasificación general \| Clasificación general \| Clasificación general \| Clasificación general \| Clasificación general \| \| Ciclista \| Ciclista \| Equipo \| Tiempo \| \| \| --------------------- \| --------------------- \| ----------------------------- \| --------------------- \| --------------------- \| \| 1.º \| Brandon McNulty \| UAE Team Emirates \| 17 h 52 min 34 s \| \| \| 2.º \| Santiago Buitrago \| Bahrain Victorious \| + 14 s \| \| \| 3.º \| Aleksandr Vlásov \| Bora-Hansgrohe \| + 17 s \| \| \| 4.º \| Alessandro Tonelli \| VF Group-Bardiani CSF-Faizanè \| + 20 s \| \| \| 5.º \| Jai Hindley \| Bora-Hansgrohe \| + 34 s \| \| \| 6.º \| Pello Bilbao \| Bahrain Victorious \| + 34 s \| \| \| 7.º \| Felix Großschartner \| UAE Team Emirates \| + 36 s \| \| \| 8.º \| Rainer Kepplinger \| Bahrain Victorious \| + 54 s \| \| \| 9.º \| Javier Romo \| Movistar Team \| + 57 s \| \| \| 10.º \| Welay Berhe \| Team Jayco AlUla \| + 58 s \| \| |                     |                               |                  |
| |                     |                               |                  |
| Fuente: ProCyclingStats |                     |                               |                  |
| Clasificación general |                     |                               |                  |
| Ciclista | Ciclista            | Equipo                        | Tiempo           |
| 1.º | Brandon McNulty     | UAE Team Emirates             | 17 h 52 min 34 s |
| 2.º | Santiago Buitrago   | Bahrain Victorious            | + 14 s           |
| 3.º | Aleksandr Vlásov    | Bora-Hansgrohe                | + 17 s           |
| 4.º | Alessandro Tonelli  | VF Group-Bardiani CSF-Faizanè | + 20 s           |
| 5.º | Jai Hindley         | Bora-Hansgrohe                | + 34 s           |
| 6.º | Pello Bilbao        | Bahrain Victorious            | + 34 s           |
| 7.º | Felix Großschartner | UAE Team Emirates             | + 36 s           |
| 8.º | Rainer Kepplinger   | Bahrain Victorious            | + 54 s           |
| 9.º | Javier Romo         | Movistar Team                 | + 57 s           |
| 10.º | Welay Berhe         | Team Jayco AlUla              | + 58 s           |

### Clasificación de los puntos
| Clasificación por puntos | Clasificación por puntos | Clasificación por puntos      | Clasificación por puntos | Clasificación por puntos |
| Ciclista                 | Ciclista                 | Equipo                        | Puntos                   |                          |
| ------------------------ | ------------------------ | ----------------------------- | ------------------------ | ------------------------ |
| 1.º                      | Jonathan Milan           | Lidl-Trek                     | 57 pts                   |                          |
| 2.º                      | Matej Mohorič            | Bahrain Victorious            | 48 pts                   |                          |
| 3.º                      | Filippo Fiorelli         | VF Group-Bardiani CSF-Faizanè | 36 pts                   |                          |
| 4.º                      | Giovanni Lonardi         | Team Polti Kometa             | 36 pts                   |                          |
| 5.º                      | William Barta            | Movistar Team                 | 29 pts                   |                          |
| 6.º                      | Simone Consonni          | Lidl-Trek                     | 28 pts                   |                          |
| 7.º                      | Orluis Aular             | Caja Rural-Seguros RGA        | 27 pts                   |                          |
| 8.º                      | Brandon McNulty          | UAE Team Emirates             | 25 pts                   |                          |
| 9.º                      | Alessandro Tonelli       | VF Group-Bardiani CSF-Faizanè | 25 pts                   |                          |
| 10.º                     | Santiago Buitrago        | Bahrain Victorious            | 24 pts                   |                          |

### Clasificación de la montaña
| Clasificación de la montaña | Clasificación de la montaña | Clasificación de la montaña   | Clasificación de la montaña | Clasificación de la montaña |
| Ciclista                    | Ciclista                    | Equipo                        | Puntos                      |                             |
| --------------------------- | --------------------------- | ----------------------------- | --------------------------- | --------------------------- |
| 1.º                         | Mikel Bizkarra              | Euskaltel-Euskadi             | 18 pts                      |                             |
| 2.º                         | Gorka Sorarrain             | Caja Rural-Seguros RGA        | 15 pts                      |                             |
| 3.º                         | William Barta               | Movistar Team                 | 12 pts                      |                             |
| 4.º                         | Jokin Murguialday           | Caja Rural-Seguros RGA        | 12 pts                      |                             |
| 5.º                         | Brandon McNulty             | UAE Team Emirates             | 10 pts                      |                             |
| 6.º                         | Santiago Buitrago           | Bahrain Victorious            | 10 pts                      |                             |
| 7.º                         | Aleksandr Vlásov            | Bora-Hansgrohe                | 8 pts                       |                             |
| 8.º                         | Pello Bilbao                | Bahrain Victorious            | 8 pts                       |                             |
| 9.º                         | Filippo Fiorelli            | VF Group-Bardiani CSF-Faizanè | 8 pts                       |                             |
| 10.º                        | Manuele Tarozzi             | VF Group-Bardiani CSF-Faizanè | 6 pts                       |                             |

### Clasificación de los jóvenes
| Clasificación del mejor joven | Clasificación del mejor joven | Clasificación del mejor joven | Clasificación del mejor joven | Clasificación del mejor joven |
| Ciclista                      | Ciclista                      | Equipo                        | Tiempo                        |                               |
| ----------------------------- | ----------------------------- | ----------------------------- | ----------------------------- | ----------------------------- |
| 1.º                           | Santiago Buitrago             | Bahrain Victorious            | 17 h 52 min 48 s              |                               |
| 2.º                           | Javier Romo                   | Movistar Team                 | + 43 s                        |                               |
| 3.º                           | Welay Berhe                   | Team Jayco AlUla              | + 44 s                        |                               |
| 4.º                           | Giovanni Aleotti              | Bora-Hansgrohe                | + 1 min 06 s                  |                               |
| 5.º                           | Davide Piganzoli              | Team Polti Kometa             | + 1 min 08 s                  |                               |
| 6.º                           | Igor Arrieta                  | UAE Team Emirates             | + 1 min 08 s                  |                               |
| 7.º                           | Filippo Zana                  | Team Jayco AlUla              | + 1 min 22 s                  |                               |
| 8.º                           | Davide De Pretto              | Team Jayco AlUla              | + 1 min 49 s                  |                               |
| 9.º                           | Alex Molenaar                 | Illes Balears Arabay Cycling  | + 4 min 12 s                  |                               |
| 10.º                          | Pablo Castrillo               | Equipo Kern Pharma            | + 5 min 12 s                  |                               |

### Clasificación por equipos
| Clasificación por equipos | Clasificación por equipos     | Clasificación por equipos | Clasificación por equipos |
| Equipo                    | Equipo                        | Tiempo                    |                           |
| ------------------------- | ----------------------------- | ------------------------- | ------------------------- |
| 1.º                       | Bahrain Victorious            | 53 h 39 min 19 s          |                           |
| 2.º                       | UAE Team Emirates             | + 34 s                    |                           |
| 3.º                       | Bora-Hansgrohe                | + 39 s                    |                           |
| 4.º                       | Team Jayco AlUla              | + 3 min 00 s              |                           |
| 5.º                       | Polti Kometa                  | + 3 min 31 s              |                           |
| 6.º                       | VF Group-Bardiani CSF-Faizané | + 5 min 06 s              |                           |
| 7.º                       | Euskaltel-Euskadi             | + 5 min 45 s              |                           |
| 8.º                       | Movistar Team                 | + 6 min 00 s              |                           |
| 9.º                       | Burgos-BH                     | + 11 min 44 s             |                           |
| 10.º                      | Caja Rural-Seguros RGA        | + 13 min 52 s             |                           |

## Evolución de las clasificaciones
| Etapa                   |                         | Ganador _          | Clasificación general | Puntos             | Montaña         | Jóvenes           | Equipo                        |
| ----------------------- | ----------------------- | ------------------ | --------------------- | ------------------ | --------------- | ----------------- | ----------------------------- |
| 1.ª etapa               | etapa escarpada         | Alessandro Tonelli | Alessandro Tonelli    | Alessandro Tonelli | Gorka Sorarrain | Oier Lazkano      | VF Group-Bardiani CSF-Faizané |
| 2.ª etapa               | etapa escarpada         | Matej Mohorič      | Alessandro Tonelli    | Matej Mohorič      | Gorka Sorarrain | Santiago Buitrago | VF Group-Bardiani CSF-Faizané |
| 3.ª etapa               | etapa escarpada         | Jonathan Milan     | Alessandro Tonelli    | Jonathan Milan     | Gorka Sorarrain | Santiago Buitrago | VF Group-Bardiani CSF-Faizané |
| 4.ª etapa               | etapa de media montaña  | Brandon McNulty    | Brandon McNulty       | Jonathan Milan     | Mikel Bizkarra  | Santiago Buitrago | Bahrain Victorious            |
| 5.ª etapa               | etapa escarpada         | William Barta      | Brandon McNulty       | Jonathan Milan     | Mikel Bizkarra  | Santiago Buitrago | Bahrain Victorious            |
| Clasificaciones finales | Clasificaciones finales |                    | Brandon McNulty       | Jonathan Milan     | Mikel Bizkarra  | Santiago Buitrago | Bahrain Victorious            |

## Ciclistas participantes y posiciones finales
Convenciones:
- AB-N: Abandono en la etapa "N"
- FLT-N: Retiro por llegada fuera del límite de tiempo en la etapa "N"
- NTS-N: No tomó la salida para la etapa "N"
- DES-N: Descalificado o expulsado en la etapa "N"

## UCI World Ranking
La Vuelta a Comunidad Valenciana otorgó puntos para el UCI World Ranking para corredores de los equipos en las categorías UCI WorldTeam, UCI ProTeam y Continental. Las siguientes tablas son el baremo de puntuación y los diez corredores que obtuvieron más puntos:
| Posición              | 1.º | 2.º | 3.º | 4.º | 5.º | 6.º | 7.º | 8.º | 9.º | 10.º | 11.º | 12.º | 13.º | 14.º | 15.º | 16.º-30.º | 31.º-40.º |
| Clasificación general | 200 | 150 | 125 | 100 | 85  | 70  | 60  | 50  | 40  | 35   | 30   | 25   | 20   | 15   | 10   | 5         | 3         |
| Por etapa             | 20  | 15  | 10  | 5   | 3   |     |     |     |     |      |      |      |      |      |      |           |           |
| Líder                 | 5   |     |     |     |     |     |     |     |     |      |      |      |      |      |      |           |           |

| Clasificación |                     |                               |         |       |       |       |
| Posición      | Ciclista            | Equipo                        | General | Etapa | Líder | Total |
| ------------- | ------------------- | ----------------------------- | ------- | ----- | ----- | ----- |
| 1.º           | Brandon McNulty     | UAE Emirates                  | 200     | 20    | 5     | 225   |
| 2.º           | Santiago Buitrago   | Bahrain Victorious            | 150     | 15    | -     | 165   |
| 3.º           | Aleksandr Vlasov    | Bora-Hansgrohe                | 125     | 10    | -     | 135   |
| 4.º           | Alessandro Tonelli  | VF Group Bardiani-CSF Faizanè | 100     | 20    | 15    | 135   |
| 5.º           | Jai Hindley         | Bora-Hansgrohe                | 85      | 3     | -     | 88    |
| 6.º           | Pello Bilbao        | Bahrain Victorious            | 70      | 5     | -     | 75    |
| 7.º           | Felix Großschartner | UAE Emirates                  | 60      | -     | -     | 60    |
| 8.º           | Rainer Kepplinger   | Bahrain Victorious            | 50      | -     | -     | 50    |
| 9.º           | Javier Romo         | Movistar                      | 40      | -     | -     | 40    |
| 10.º          | Jonathan Milan      | Lidl-Trek                     | -       | 38    | -     | 38    |